# ¡Baymax!
¡Baymax! (Baymax! en su versión original en inglés) es una serie de animación por computadora estadounidensede creada por Don Hall, que se estrenó en Disney+ el 29 de junio de 2022 y protagonizada por el personaje Baymax, basado en el personaje de Marvel Comics del mismo nombre. La serie es una continuación del largometraje animado Big Hero 6 (2014), y la segunda serie de televisión ambientada en la continuidad de la película después de Big Hero 6: The Series (2017-2021). La serie es la primera serie de televisión producida por Walt Disney Animation Studios.

## Trama
La serie sigue al enfermero robot Baymax mientras ayuda a las personas en la ciudad de San Fransokyo.

## Reparto
- Scott Adsit como Baymax, un robot creado para asistir a la gente.[2]
- Ryan Potter como Hiro Hamada, dueño de Baymax.[3]
- Maya Rudolph como Tía Cass, la tía de Hiro.[2]
- Emily Kuroda como Kiko, una anciana que es asistida por Baymax.[4]
- Lilimar como Sofía, una estudiante de secundaria que es asistida por Baymax.[4]
- Zeno Robinson como Ali, amigo de Sofía.[4]
- Jaboukie Young-White como Mbita, dueño de una gastroneta que es asistido por Baymax.[4]
- Brian Tee como Yukio, interés romántico de Mbita.[4]

## Episodios
Todos los episodios fueron escritos por Cirocco Dunlap.
| N.º | Título   | Dirigido por  | Supervisor(es) de animación        | Fecha de emisión original |
| --- | -------- | ------------- | ---------------------------------- | ------------------------- |
| 1 | «Cass»   | Dean Wellins  | David Stodolny and Malerie Walters | 29 de junio de 2022       |
| La tía Cass se tuerce el tobillo mientras trabaja en el Lucky Cat Café. Baymax la deja fuera de servicio mientras él dirige el negocio, pero Cass se niega a sentarse y trata de ayudar a sus clientes, solo para que Baymax la detenga continuamente. Cass se tuerce aún más el tobillo y admite que tiene miedo de perder clientes. Baymax la consuela y Cass se entera de que los clientes le hicieron un video de recuperación hasta que se recupere. |          |               |                                    |                           |
| 2 | «Kiko»   | Dean Wellins  | David Stodolny and Malerie Walters | 29 de junio de 2022       |
| La jubilada Kiko Tanaka se enfrenta a Baymax después de que ella grita de dolor. Él sugiere ir al centro de natación de al lado, pero ella se niega, alegando que tiene acuafobia. Baymax intenta "ayudarla", y ella procede a seguirlo para reventarlo. Sin embargo, acaban en el centro de natación y Kiko confiesa que tiene tristes recuerdos de no acompañar a su difunto marido en la natación. Baymax se ofrece a nadar con ella y ella accede.    |          |               |                                    |                           |
| 3 | «Sofía»  | Lissa Treiman | David Stodolny and Malerie Walters | 29 de junio de 2022       |
| La preadolescente Sofía tiene su primer período justo antes del concurso de talentos. Baymax llega y ofrece su ayuda saliendo y comprándole tampones. Su amigo Ali intenta ofrecerle apoyo, pero sin éxito. Sofía admite que tiene miedo de crecer y cambiar, pero Baymax le dice que el hecho de que su cuerpo esté cambiando no significa que ella tenga que hacerlo. Con nueva confianza, Sofía se reúne con Ali para el concurso de talentos.         |          |               |                                    |                           |
| 4 | «Mbita»  | Dan Abraham   | Henry Sanchez and Boris Maras      | 29 de junio de 2022       |
| Mbita dirige un camión de comida que solo sirve sopa de pescado. En un día normal, Mbita se sorprende al descubrir que tiene una reacción alérgica al pescado. Intenta dejar atrás a Baymax, que está tratando de ayudarlo, y logra calmarse y expresa su miedo a aceptar el cambio. Baymax le da la confianza que necesita para cambiar las opciones de su menú e incluso le pide una cita a otro vendedor, Yukio.                                       |          |               |                                    |                           |
| 5 | «Yachi»  | Mark Kennedy  | Henry Sanchez and Boris Maras      | 29 de junio de 2022       |
| Una gata callejera llamada Yachi se traga accidentalmente un auricular bluetooth. Baymax luego procede a seguir la gata por todo San Fransokyo, mientras que Yachi desea visiblemente un hogar. Baymax la persigue hasta un almacén en ruinas y logra atraparla y extraerle el auricular. Sin embargo, en el almacén Baymax comienza a sufrir de batería baja y no logra alcanzar un cargador.                                                            |          |               |                                    |                           |
| 6 | «Baymax» | Dean Wellins  | Henry Sanchez and Boris Maras      | 29 de junio de 2022       |
| Hiro se da cuenta de que Baymax no ha regresado a casa. Recluta a Cass, Kiko, Mbita y Sofía, basándose en dónde ha estado Baymax, y van a buscarlo. Kiko encuentra a Yachi y esta los lleva al almacén que está a punto de ser demolido. Juntos, el grupo elabora un plan para rescatar a Baymax y lo logra con éxito. Lo devuelven a su cargador, donde Baymax les dice que está "satisfecho con su cuidado".                                            |          |               |                                    |                           |

## Recepción

### Premios y nominaciones
| Premio                            | Año  | Categoría                                                   | Nominado(s)                   | Resultado | Referencias  |
| --------------------------------- | ---- | ----------------------------------------------------------- | ----------------------------- | --------- | ------------ |
| Annie Awards                      | 2023 | Mejor TV/Medio - Serie Limitada                             | "Sofia"                       | Nominado  | [ 7 ]        |
| Annie Awards                      | 2023 | Mejor Dirección - TV/Medio                                  | Lissa Treiman                 | Nominada  | [ 7 ]        |
| Annie Awards                      | 2023 | Mejor Guion - TV/Medio                                      | Cirocco Dunlap                | Nominada  | [ 7 ]        |
| Children's and Family Emmy Awards | 2023 | Serie Animada Destacada para Niños o Jóvenes Adolescentes   | ¡Baymax!                      | Nominada  | [ 8 ]        |
| Children's and Family Emmy Awards | 2023 | Guion Destacado para un Programa Animado                    | Cirocco Dunlap                | Ganadora  | [ 8 ]        |
| Children's and Family Emmy Awards | 2023 | Dirección Destacada para un Programa Animado                | Dean Wellins                  | Nominado  | [ 8 ]        |
| Children's and Family Emmy Awards | 2023 | Edición Destacada para un Programa Animado                  | Sarah Reimers y Shannon Stein | Ganadoras | [ 8 ]        |
| Golden Trailer Awards             | 2022 | Mejor Animación/Familiar para Televisión/Serie en Streaming | ¡Baymax!                      | Nominada  | [ 9 ] [ 10 ] |